# Кубок Беларуси по футболу 2024/2025
Кубок Беларуси по футболу 2024/2025 — 34-й розыгрыш ежегодного футбольного клубного турнира, второго по значимости в стране.

## Формат
Турнир стартует в мае 2024 года со стадии первого раунда (1/64 финала). Вплоть до стадии 1/16 финала хозяином поля является команда, которая выступает в лиге, низшей по рангу. Если встречаются команды одной лиги, то хозяин поля определяется в результате жеребьёвки.
Матчи до стадии 1/8 финала (включительно) запланированы к проведению в 2024 году, 1/4 и более поздние — в 2025.
Финал турнира состоит из одного матча, который состоится на нейтральном поле в мае 2025 года.
Победитель соревнования примет участие в розыгрыше Лиги конференций сезона 2025/26 со 2-го квалификационного раунда.

## Отборочные стадии

### Первый раунд
34-й розыгрыш Кубка стартовал ещё до окончания предыдущего турнира, игры Первого раунда (1/64 финала) прошли в мае 2024 года. На этой стадии приняли участие 27 клубов второй лиги (Д3), один представитель областного чемпионата коллективов физической культуры (КФК) и два клуба из Медиалиги.
Жеребьёвка данной стадии турнира прошла 6 мая 2024 года. Команды были распределены по регионам, которые образовали все шесть областей страны.
Напрямую в следующую стадию прошли 4 клуба второй лиги (Д3): Крумкачы (Минск), Стэнлес (Пинск), ФК Осиповичи и Партизан (Солигорск)
Брестская область
| Дата       | Хозяева                      | Счёт | Гости                            |
| ---------- | ---------------------------- | ---- | -------------------------------- |
| 11.05.2024 | Кречет (Береза) (Д3)         | 1:0  | Агро-Пелище (Каменец) (Д3)       |
| 11.05.2024 | Ивацевичи-ДЮСШ (Д3)          | 8:3  | Коммунальник (Белоозерск) (Д3)   |
| 12.05.2024 | Новая Припять (Ольшаны) (Д3) | 5:2  | Ляхавіцкі Волат (Ляховичи) (Д3)  |
| 12.05.2024 | Атлант (Кобрин) (Д3)         | 3:0  | Надежда (Барановичский р-н) (Д3) |

Витебская область
| Дата       | Хозяева                | Счёт | Гости                      |
| ---------- | ---------------------- | ---- | -------------------------- |
| 11.05.2024 | Полоцк-2019 (Д3)       | 2:0  | Информ (Минск) (Медиалига) |
| 11.05.2024 | Газовик (Витебск) (Д3) | 2:3  | ФК Миоры (Д3)              |

Гомельская область
| Дата       | Хозяева            | Счёт       | Гости                |
| ---------- | ------------------ | ---------- | -------------------- |
| 11.05.2024 | МНПЗ (Мозырь) (Д3) | 3:4 (д.в.) | Лесхоз (Гомель) (Д3) |

Гродненская область
| Дата       | Хозяева          | Счёт | Гости            |
| ---------- | ---------------- | ---- | ---------------- |
| 14.05.2024 | ФК Свислочь (Д3) | 2:1  | Слоним-Сити (Д3) |

Минская область
| Дата       | Хозяева                     | Счёт       | Гости                            |
| ---------- | --------------------------- | ---------- | -------------------------------- |
| 11.05.2024 | БГУ (Минск) (Д3)            | 0:3        | Юни Икс Лабс (Минск) (Д3)        |
| 11.05.2024 | Энергетик (Минск) (Д3)      | 3:2 (д.в.) | Колос (Червень) (Д3)             |
| 11.05.2024 | Бобовня (Копыль) (Д3)       | 0:1        | ФК Клецк (Д3)                    |
| 11.05.2024 | Торпедо (Минск) (Д3)        | 0:3 (т.п.) | Автозаводец-Трактор (Минск) (Д3) |
| 12.05.2024 | Урожайная (Минский р-н (Д3) | 3:7        | DMedia (Минск) (Медиалига)       |

Могилёвская область
| Дата       | Хозяева                       | Счёт       | Гости           |
| ---------- | ----------------------------- | ---------- | --------------- |
| 11.05.2024 | Технолог-БГУТ (Могилёв) (КФК) | 3:0 (т.п.) | ФК Кировск (Д3) |
| 11.05.2024 | Друть (Белыничи) (Д3)         | 2:1        | ФК Горки (Д3)   |

### Второй раунд
На данной стадии примут участие 18 клубов второй лиги (Д3), 13 клубов первой лиги (Д2) и один представитель Медиалиги.
Жеребьёвка данной стадии турнира состоялась 15 мая 2024 года.
Матчи данной стадии состоятся 22-23 и 29-30 мая 2024 года. Победители в 1/16 финала встретятся с командами Высшей лиги.
| Дата        | Хозяева                          | Счёт           | Гости                      |
| ----------- | -------------------------------- | -------------- | -------------------------- |
| 22 мая 2024 | DMedia (Минск) (Медиалига)       | 4:3 (д.в.)     | ФК Островец (Д2)           |
| 22 мая 2024 | Юни Икс Лабс (Минск) (Д3)        | 2:1            | Партизан (Солигорск) (Д2)  |
| 22 мая 2024 | ФК Свислочь (Д3)                 | 0:8            | ФК Барановичи (Д2)         |
| 22 мая 2024 | ФК Клецк (Д3)                    | 0:6            | ФК Орша (Д2)               |
| 23 мая 2024 | ФК Миоры (Д3)                    | 2:1 (д.в.)     | ФК Осиповичи (Д3)          |
| 29 мая 2024 | Автозаводец-Трактор (Минск) (Д3) | 2:2 (пен. 7:8) | ФК Лида (Д2)               |
| 29 мая 2024 | Лесхоз (Гомель) (Д3)             | 1:5            | Локомотив (Гомель) (Д2)    |
| 29 мая 2024 | Кречет (Береза) (Д3)             | 1:8            | Макслайн (Витебск) (Д2)    |
| 29 мая 2024 | Стэнлес (Пинск) (Д3)             | 2:3            | ФК Молодечно (Д2)          |
| 29 мая 2024 | Ивацевичи-ДЮСШ (Д3)              | 0:6            | Белшина (Бобруйск) (Д2)    |
| 29 мая 2024 | Полоцк-2019 (Д3)                 | 0:14           | Нива (Долбизно) (Д2)       |
| 30 мая 2024 | Атлант (Кобрин) (Д3)             | 2:3            | Волна (Пинск) (Д2)         |
| 30 мая 2024 | Энергетик (Минск) (Д3)           | 1:2 (д.в.)     | Слоним-2017 (Д2)           |
| 30 мая 2024 | Технолог-БГУТ (Могилёв) (КФК)    | 0:2            | Бумпром (Гомель) (Д2)      |
| 30 мая 2024 | Друть (Белыничи) (Д3)            | 1:1 (пен. 4:5) | Энергетик-БГУ (Минск) (Д2) |
| 30 мая 2024 | Новая Припять (Ольшаны) (Д3)     | 1:3            | Крумкачы (Минск) (Д3)      |

## 1/16 финала
На данной стадии в борьбу вступили клубы Высшей Лиги (Д1), которые сыграли в гостях у победителей 1/32 финала.
Жеребьёвка данной стадии турнира прошла 3 июня 2024 года. Игры с участием команд, которые представят Беларусь в еврокубках состоялись 18-19 июня, остальные прошли 12-14 июля.
| Дата         | Хозяева                   | Счёт       | Гости                  |
| ------------ | ------------------------- | ---------- | ---------------------- |
| 18 июня 2024 | Локомотив (Гомель) (Д2)   | 0:5        | Ислочь (Минский р-н)   |
| 18 июня 2024 | ФК Молодечно (Д2)         | 0:2        | Торпедо-БелАЗ (Жодино) |
| 19 июня 2024 | ФК Миоры (Д3)             | 0:8        | Динамо (Минск)         |
| 19 июня 2024 | Юни Икс Лабс (Минск) (Д3) | 0:2 (д.в.) | Неман (Гродно)         |
| 12 июля 2024 | Слоним-2017 (Д2)          | 0:2        | Динамо-Брест           |
| 12 июля 2024 | Белшина (Бобруйск) (Д2)   | 3:1        | ФК Минск               |
| 13 июля 2024 | ФК Лида (Д2)              | 0:2        | ФК Витебск             |
| 13 июля 2024 | РЦОР БГУ (Минск) (Д2)     | 0:5        | ФК Слуцк               |
| 13 июля 2024 | ФК Барановичи (Д2)        | 0:1        | ФК Сморгонь            |
| 13 июля 2024 | Бумпром (Гомель) (Д2)     | 0:6        | Славия-Мозырь          |
| 13 июля 2024 | DMedia(Минск) (Медиалига) | 0:5        | БАТЭ (Борисов)         |
| 14 июля 2024 | Крумкачы (Минск) (Д3)     | 0:1        | Днепр-Могилёв          |
| 14 июля 2024 | Нива (Долбизно) (Д2)      | 1:3        | ФК Гомель              |
| 14 июля 2024 | Волна (Пинск) (Д2)        | 1:0        | Шахтёр (Солигорск)     |
| 14 июля 2024 | МЛ Витебск (Д2)           | 2:1 (д.в.) | Нафтан (Новополоцк)    |
| 14 июля 2024 | ФК Орша (Д2)              | 0:3        | Арсенал (Дзержинск)    |

## 1/8 финала
Жеребьёвка данной стадии турнира прошла 16 июля 2024 года. Игра с участием команд, которые представляли Беларусь в еврокубках была перенесена на 1 марта 2025 года, остальные матчи были сыграны с 26 по 28 июля.
| Дата         | Хозяева            | Счёт       | Гости                   |
| ------------ | ------------------ | ---------- | ----------------------- |
| 26 июля 2024 | ФК Сморгонь        | 1:2        | Белшина (Бобруйск) (Д2) |
| 26 июля 2024 | ФК Гомель          | 1:2        | ФК Витебск              |
| 27 июля 2024 | Волна (Пинск) (Д2) | 0:3        | ФК Слуцк                |
| 27 июля 2024 | Славия-Мозырь      | 0:2 (д.в.) | МЛ Витебск (Д2)         |
| 28 июля 2024 | Динамо-Брест       | 4:1        | Арсенал (Дзержинск)     |
| 28 июля 2024 | Днепр-Могилёв      | 0:1        | Ислочь (Минский р-н)    |
| 28 июля 2024 | БАТЭ (Борисов)     | 0:2        | Торпедо-БелАЗ (Жодино)  |
| 1 марта 2025 | Динамо (Минск)     | 0:2        | Неман (Гродно)          |

## 1/4 финала
На этом этапе сильнейшие определялись по итогам двухматчевого противостояния. Игры прошли в марте 2024 года.
| Команда 1      | Счёт         | Команда 2              | Первый матч | Ответный матч  |
| -------------- | ------------ | ---------------------- | ----------- | -------------- |
| Динамо-Брест   | 0:1          | Торпедо-БелАЗ (Жодино) | 0:0         | 0:1            |
| Белшина        | 1:8          | МЛ Витебск (Д2)        | 1:2         | 0:6            |
| Витебск        | 2:0          | Слуцк                  | 2:0         | 0:0            |
| Неман (Гродно) | 0:0 (4:2 п.) | Ислочь (Минский р-н)   | 0:0         | 0:0 (доп. вр.) |

## 1/2 финала
| Команда 1              | Счёт | Команда 2  | Первый матч | Ответный матч |
| ---------------------- | ---- | ---------- | ----------- | ------------- |
| Торпедо-БелАЗ (Жодино) | 1:0  | МЛ Витебск | 0:0         | 1:0           |
| Неман (Гродно)         | 3:1  | Витебск    | 3:0         | 0:1           |

## Финал
| Неман (Гродно) | 3:0 | Торпедо-БелАЗ (Жодино) |
| -------------- | --- | ---------------------- |
|                |     |                        |